# ATC kod M03
ATC kod M03 Relaksanti mišića su terapeutska podgrupa sistema za anatomsko terapeutsko hemijsku klasifikaciju. Ovaj sistem alfanumeričkih kodova je razvio  za klasifikaciju lekova i drugih medicinskih proizvoda.  Podgrupa M03 je deo anatomske grupe M Muskuloskeletalni sistem.

Kodovi za veterinarsku upotrebu (ATCvet kodovi) se mogu formirati stavljanjem slova Q ispred humanih ATC kodova: QM03... ATCvet kodovi bez odgovarajućeg humanog ATC koda su navedeni sa vodećim Q na sledećoj listi.
Nacionalna izdanja ATC klasifikacije mogu da obuhvataju dodatne kodove koji nisu prisutni na ovoj listi.

## M03ARelaksanti mišića, periferno delujući agensi
M03AA01 Alkuronijum
M03AA02 Tubokurarin
M03AA04 Dimetiltubokurarin

### M03AB Derivatiholina
M03AB01 Suksametonijum

### M03AC Drugakvaternarna amonijumska jedinjenja
M03AC01 Pankuronium
M03AC02 Galamin
M03AC03 Vekuronium
M03AC04 Atrakurium
M03AC05 Heksafluronijum
M03AC06 Pipekuronijum bromid
M03AC07 Doksakurijum hlorid
M03AC08 Fazadinijum bromid
M03AC09 Rokuronijum bromid
M03AC10 Mivakurijum hlorid
M03AC11 Cisatrakurijum

### M03AX Drugi mišićni relaksanti, periferno delujući agensi
M03AX01 Botulinum toksin

## M03B Mišićni relaksanti, centralno delujući agensi

### M03BAKarbaminska kiselinaestri
M03BA01 Fenprobamat
M03BA02 Karisoprodol
M03BA03 Metokarbamol
M03BA04 Stiramat
M03BA05 Febarbamat
M03BA51 Fenprobamat, kombinacije bez psiholeptika
M03BA52 Karisoprodol, kombinacije bez psiholeptika
M03BA53 Metokarbamol, kombinacije bez psiholeptika
M03BA71 Fenprobamat, kombinacije sa psiholepticima
M03BA72 Karisoprodol, kombinacije sa psiholepticima
M03BA73 Metokarbamol, kombinacije sa psiholepticima
QM03BA99 Kombinacije

### M03BBOksazolni,tiazinski, itriazinskiderivati
M03BB02 Hlormezanon
M03BB03 Hlorzoksazon
M03BB52 Hlormezanon, kombinacije bez psiholeptika
M03BB53 Hlorzoksazon, kombinacije bez psiholeptika
M03BB72 Hlormezanon, kombinacije sa psiholepticima
M03BB73 Hlorzoksazon, kombinacije sa psiholepticima

### M03BCEtri, hemijski bliski saantihistaminima
M03BC01 Orfenadrin (citrat)
M03BC51 Orfenadrin, kombinacije

### M03BX Drugi centralno delujući agensi
M03BX01 Baklofen
M03BX02 Tizanidin
M03BX03 Pridinol
M03BX04 Tolperison
M03BX05 Tiokolhikozid
M03BX06 Mefenesin
M03BX07 Tetrazepam
M03BX08 Ciklobenzaprin
M03BX09 Eperison
M03BX30 Feniramidol
QM03BX90 Guaifenesin

## M03C Mišićni relaksanti, direktno delujući agensi

### M03CADantroleni derivati
M03CA01 Dantrolen